# Жанатурмис (Алматинська область)
Жанатурми́с (каз. Жаңатұрмыс) — село у складі Карасайського району Алматинської області Казахстану. Входить до складу Райимбецького сільського округу.
Населення — 4469 осіб (2021; 2259 у 2009, 2261 у 1999, 1740 у 1989).